# The Abolition of Work
"The Abolition of Work" är en essä skriven av Bob Black 1985. Essän är en del av Blacks första bok, en antologi med namnet The Abolition of Work and Other Essays publicerad av Loompanics Unlimited. I boken hävdar Black, som verkar inom den anarkistiska traditionen, att avskaffandet av arbetet är lika viktigt som avskaffandet av staten. Essän är av informell art och saknar akademiska referenser. Dock nämns ändå vissa källor och inspirationer, bland annat Charles Fourier, Paul Lafargue, William Morris, Peter Kropotkin, Paul Goodman, Marshall Sahlins och Richard Borshay Lee.